# Alina Carmen Cojocaru
Pour les articles homonymes, voir Cojocaru.
Pour la danseuse roumaine, voir Alina Cojocaru.
Alina Carmen Cojocaru (née en 1973) est une mathématicienne roumaine qui travaille en théorie des nombres et est connue pour ses recherches sur les courbes elliptiques, la géométrie arithmétique et la théorie des cribles. Elle est professeure de mathématiques à l'université de l'Illinois à Chicago et chercheuse à l'Institut de mathématiques de l'Académie roumaine.
Cojocaru a obtenu son doctorat de l'université Queen's à Kingston, Ontario, en 2002. Sa thèse, intitulée Cyclicity of Elliptic Curves Modulo p, a été supervisée conjointement par M. Ram Murty et Ernst Kani.

## Publications
Cojocaru est une des auteurs du livre
- An Introduction to Sieve Methods and their Applications (avec M. Ram Murty, London Mathematical Society Student Texts 66, Cambridge University Press, 2006)[3].

Elle est également rédactrice de
- Women in Numbers: Research Directions in Number Theory (avec Kristin Lauter, Rachel Justine Pries et Renate Scheidler, Fields Institute Communications 60, American Mathematical Society, 2011).
- Scholar: A Scientific Celebration Highlighting Open Lines of Arithmetic Research: Conference in Honour of M. Ram Murty's Mathematical Legacy on Son 60th Birthday (avec C.David et F.Pappalardi, Contemporary Mathematics 655, American Mathematical Society, 2016)

### Autres publications
- Cojocaru, Alina Carmen; Murty, M. Ram (2004), « Cyclicity of elliptic curves modulo and elliptic curve analogues of Linnik's problem ». Math. Ann. 330, no 3, 601–625, lien Math Reviews.
- Cojocaru, Alina Carmen (2005), "On the surjectivity of the Galois representations associated to non-CM elliptic curves. Avec une annexe d'Ernst Kani ". Canad. Math. Bull. 48, no 1, 16–31, lien Math Reviews.
- Cojocaru, Alina Carmen; Hall, Chris (2005). "Uniform results for Serre's theorem for elliptic curves". Int. Math. Res. Not., no 50, 3065–3080, lien Math Reviews.